# Школы блокадного Ленинграда

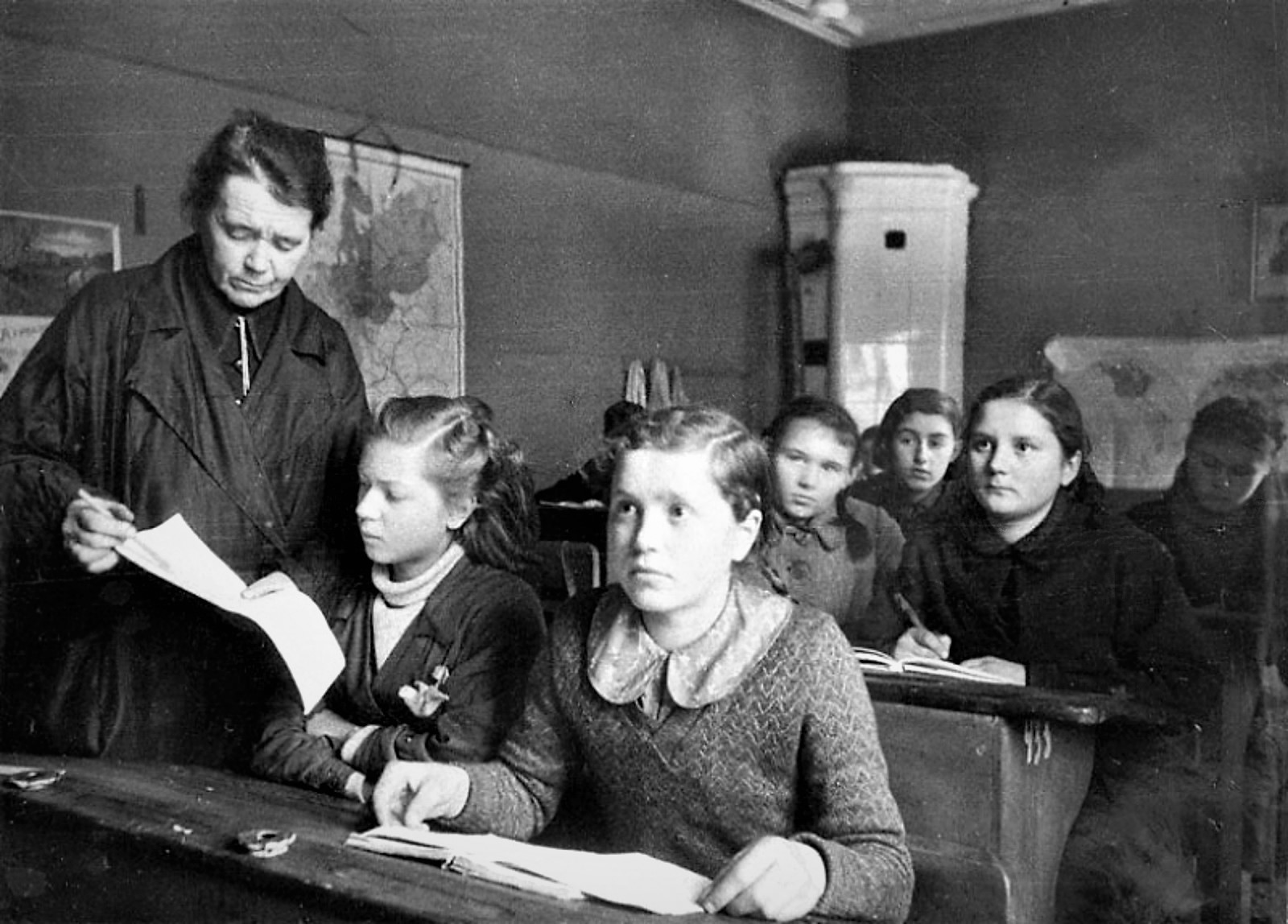
Ленинград блокадный. Школьный урок.

Шко́лы блока́дного Ленингра́да — ленинградские учебные заведения, которые продолжили обучение школьников в блокадный период в годы Великой Отечественной войны.

## История
На заседании Бюро Ленинградского Горкома партии в ноябре 1941 года было принято решение организовать занятия в школах. Обучать предполагалось учащихся 1—10 классов с 25 октября 1941 года. Три четверти от числа учащихся довоенного периода сели за парты: часть детей была в эвакуации, часть трудилась на фабриках и заводах. Процент занятых на оборонных предприятиях доходил до 70 %. Уроки проходили в 39 школах даже в самый сложный период в условиях суровой зимы 1941—1942 годов — учились в школах, подвалах и бомбоубежищах.
Более 30 тысяч учеников в блокадном Ленинграде пошли в школу. Планы уроков учителя подготавливали в двух вариантах: первый составлялся для занятия в школе, второй — на случай бомбёжки, когда нужно будет срочно выводить детей в бомбоубежище. Уроки проходили по сокращённой программе и длились по 20—25 минут — преподавали только основные предметы по два—три дня в неделю. Зимой 1941—1942 года из 103 школ работали только 39. В январе в школьных столовых детям давали бесплатное питание. В мае 1942 года были вновь открыты все школы, в конце месяца состоялся выпускной бал.
В осаждённом фашистами городе не было электричества, отопления и водопровода. Учителя вместе с учениками заготавливали дрова, привозили воду, следили за чистотой в классах. Школьники вместе с учителями дежурили на крышах домов, тушили зажигательные бомбы на крышах домов, работали, помогали взрослым убирать город, ухаживали за больными родственниками, знакомыми и соседями.
Основная масса учеников была школьниками младших классов — многие подростки помогали фронту, делая в цехах заводов и фабрик необходимые вещи, оборудование и снаряжение. Большая работа была проведена с детьми, оставшимися без родителей и родственников: учителя следили за посещаемостью, навещали семьи, организовывали дополнительное питание для тех, кто совсем ослаб, заболевших помещали в больницы. В феврале 1942 года в школьных столовых было введено бесплатное дополнительное питание. В апреле учителям выдали рабочие продуктовые карточки. В 1943 году число учеников в школах увеличилось почти втрое, были проведены олимпиады по различным предметам, состоялась научно-педагогическая конференция. Возврат к полноценному обучению и восстановление разрушенных школ началось в 1944—1945 годах.

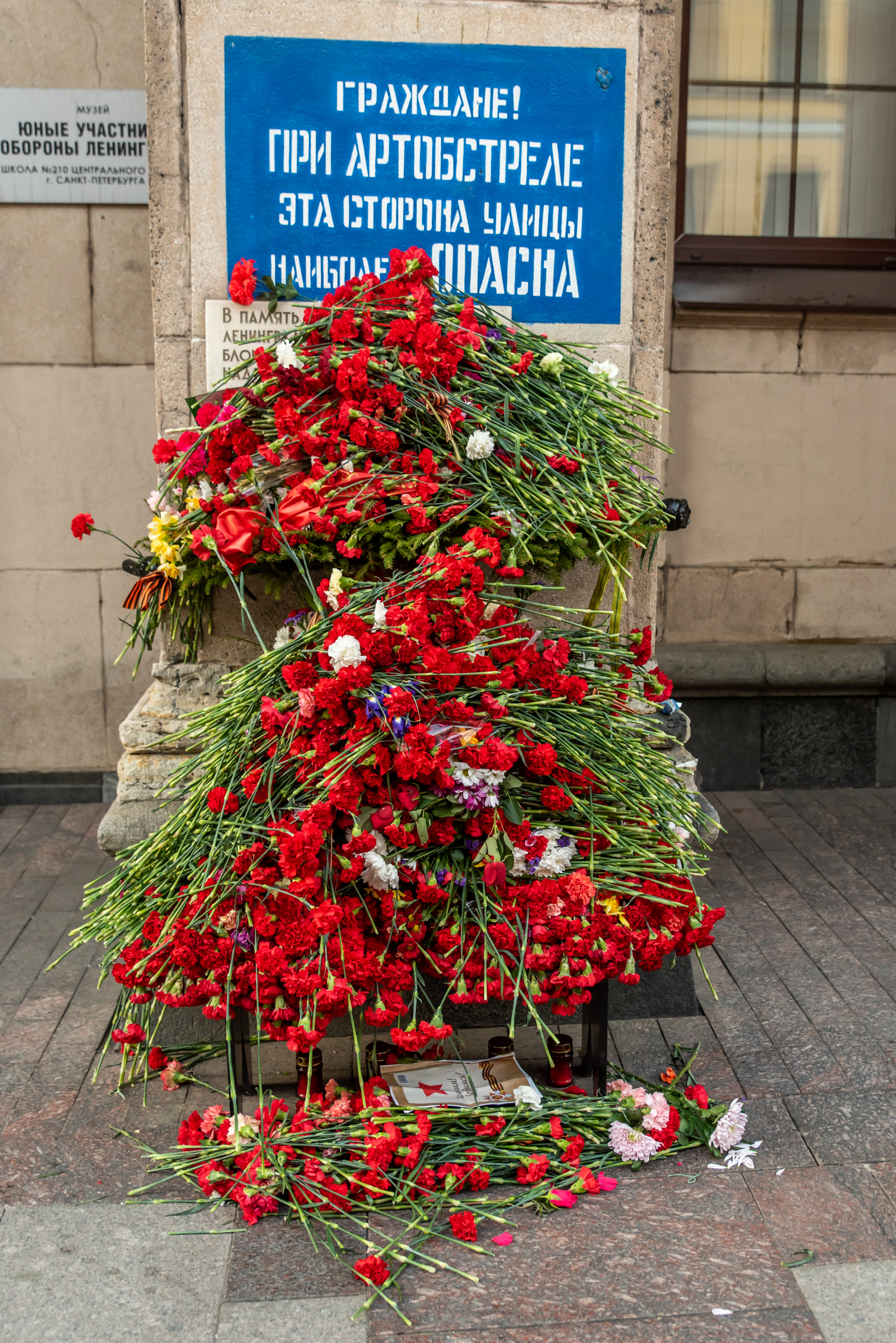
День Победы. 2019, Невский 14
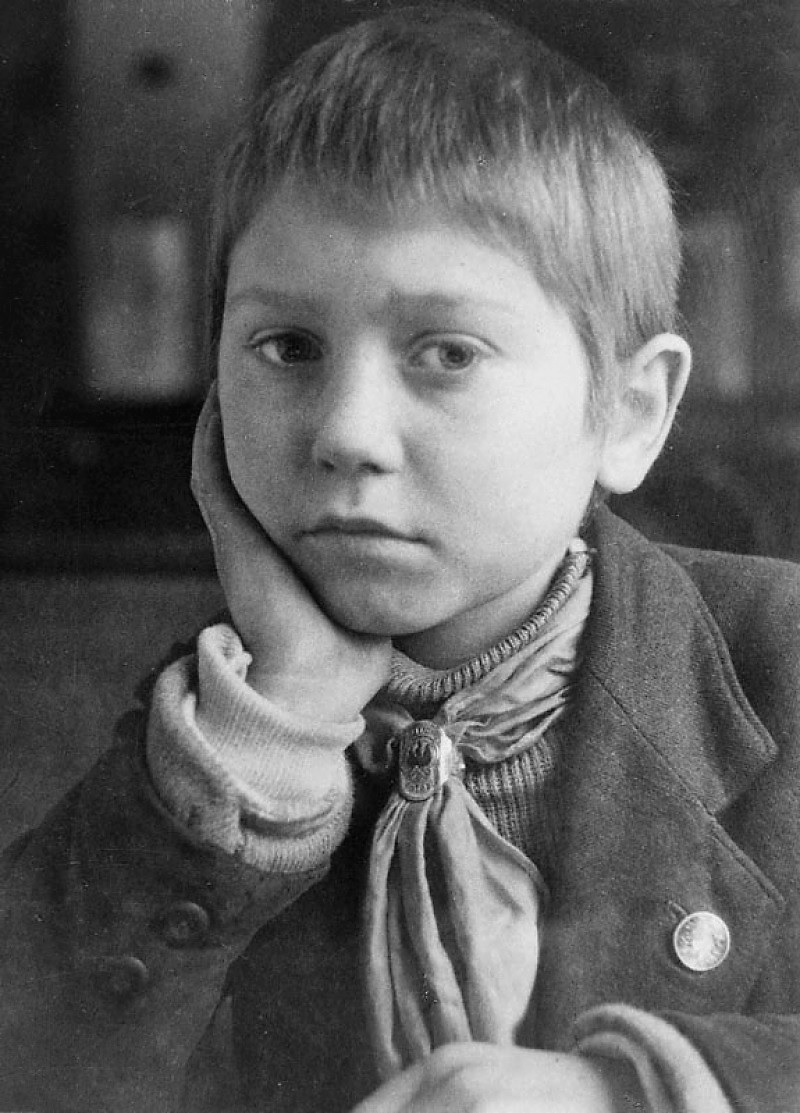
Школьник Виктор Смирнов, 12 лет.
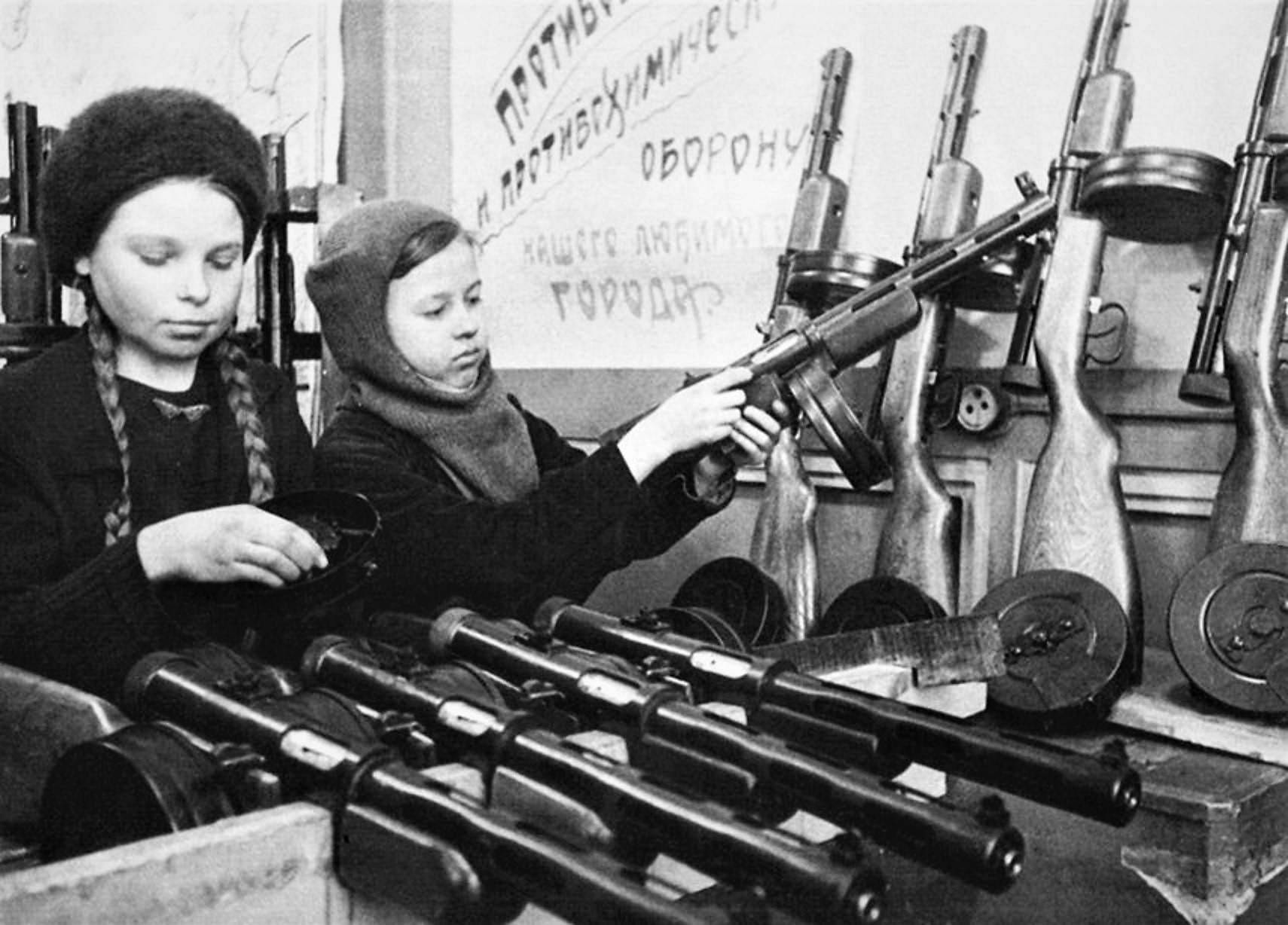
Нина Николаева и Валя Волкова собирают ППД.
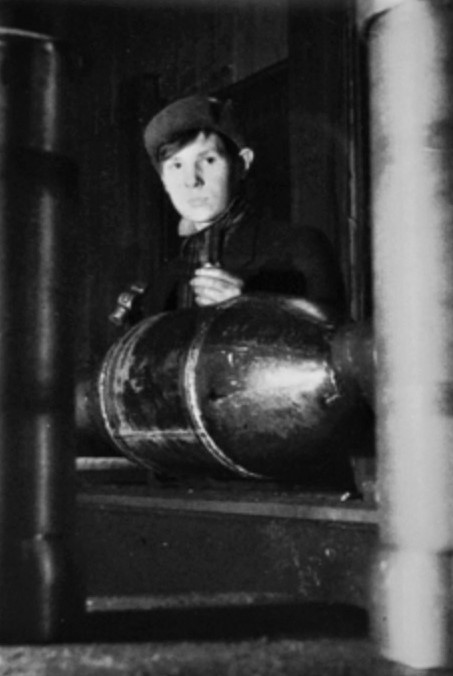
На заводе имени Сталина (фрагмент).

Более пяти тысяч школьников получили награду — медаль «За оборону Ленинграда».